# 日本地震学会
公益社団法人日本地震学会（にほんじしんがっかい、英: The Seismological Society of Japan、略称:SSJ）は、日本の地球科学系学会である。1880年に設立された。
「地震学に関する学理及びその応用についての研究発表、知識の交換、及び内外の関連学会との連携を行うことにより、地震学の進歩・普及を図り、もってわが国の学術の発展に寄与すること」を目的としている。地震学のほか、固体惑星地球物理学、地震工学、その他の周辺分野の研究者・教育者・技術者など1,800名を超える会員（2019年度末現在、名誉会員23名、正会員1,854名、賛助会員56団体）からなる。

## 沿革
概史

- 1880年（明治13年）3月11日 - 2月に発生した横浜地震[注 1]を契機として、世界初の地震学を専門とする学会「地震学会」創立。
- 1892年（明治25年） - 解散。その後の活動は、同年発足した震災予防調査会などに引き継がれる。
- 1929年（昭和4年） - 地震学者の今村明恒（会長兼任）により現在の「地震学会」創立。
- 1943年（昭和18年） - 活動休止。
- 1948年（昭和23年） - 活動再開。
- 1993年（平成5年） - 地震学会の名称を日本地震学会と改称。
- 2000年（平成12年） - 社団法人となる。
- 2010年（平成22年） - 公益社団法人としての認定を受ける[5]。

### 歴代会長
1880年3月11日に開催された第1回総会において山尾庸三工部卿が選出されたが、職務多忙のため就任辞退したため、4月26日の第2回総会において服部一三東京大学法理文学部綜理補が初代会長に改めて選出された。
1948年4月から1987年3月までは学会の代表者を委員長と呼称していた。
- 服部一三（東京大学） 1880年4月-1882年3月
- 山田顕義（内務卿） 1882年4月-
- 森有礼（文部大臣） 1885年-1889年2月
- 今村明恒（東京帝国大学理学部） 1929年1月-1947年12月
- 坪井忠二（東京大学理学部） 1948年4月-1950年1月
- 松澤武雄（東京大学地震研究所） 1950年1月-1951年1月
- 河角廣（東京大学地震研究所） 1951年1月-1952年3月
- 萩原尊禮（東京大学地震研究所） 1952年3月-1953年3月
- 和達清夫（中央気象台） 1953年4月-1954年3月
- 佐々憲三（京都大学理学部） 1954年4月-1955年3月
- 松澤武雄（東京大学地震研究所） 1955年4月-1956年3月
- 本多弘吉（東北大学理学部） 1956年4月-1957年3月
- 井上宇胤（気象庁） 1957年4月-1958年3月
- 松澤武雄（東京大学理学部） 1958年4月-1959年3月
- 和達清夫（気象庁） 1959年4月-1960年3月
- 飯田汲事（名古屋大学理学部） 1960年4月-1961年3月
- 坪井忠二（東京大学理学部） 1961年4月-1962年3月
- 鈴木次郎（東北大学理学部） 1962年4月-1963年3月
- 田治米鏡二（北海道大学理学部） 1963年4月-1964年3月
- 河角廣（東京大学地震研究所） 1964年4月-1965年3月
- 竹内均（東京大学理学部） 1965年4月-1966年3月
- 萩原尊禮（東京大学地震研究所） 1966年4月-1967年3月
- 金井清（東京大学地震研究所） 1967年4月-1968年3月
- 浅田敏（東京大学理学部） 1968年4月-1969年3月
- 三木晴男（京都大学理学部） 1969年4月-1970年3月
- 佐藤泰夫（東京大学地震研究所） 1970年4月-1971年3月
- 宇津徳治（北海道大学理学部） 1971年4月-1972年3月
- 末広重二（気象庁） 1972年4月-1973年3月
- 乗富一雄（秋田大学鉱山学部） 1973年4月-1974年3月
- 三雲健（京都大学防災研究所） 1974年4月-1975年3月
- 大塚道男（熊本大学理学部） 1975年4月-1976年3月
- 表俊一郎（九州産業大学） 1976年4月-1977年3月
- 高木章雄（東北大学理学部） 1977年4月-1978年3月
- 青木治三（名古屋大学理学部） 1978年4月-1979年3月
- 平澤朋郎（東北大学理学部） 1979年4月-1980年3月
- 佐藤良輔（東京大学理学部） 1980年4月-1981年3月
- 茂木清夫（東京大学地震研究所） 1981年4月-1982年3月
- 津村建四朗（東京大学地震研究所） 1982年4月-1983年3月
- 宇津徳治（東京大学地震研究所） 1983年4月-1984年3月
- 斎藤正徳（神戸大学理学部） 1984年4月-1985年3月
- 尾池和夫（京都大学防災研究所） 1985年4月-1986年3月
- 勝又護（気象庁） 1986年4月-1987年3月
- 宇佐美龍夫（東京大学地震研究所） 1987年4月-1989年3月
- 安藤雅孝（京都大学防災研究所） 1989年4月-1991年3月
- 深尾良夫（東京大学地震研究所） 1991年4月-1995年3月
- 石田瑞穂（防災科学技術研究所） 1995年4月-1999年3月
- 入倉孝次郎（京都大学防災研究所） 1999年4月-2002年5月
- 大竹政和（東北大学大学院理学研究科） 2002年5月-2006年5月
- 島崎邦彦（東京大学地震研究所） 2006年5月-2008年5月
- 平原和朗（京都大学大学院理学研究科） 2008年5月-2012年5月
- 加藤照之（東京大学地震研究所） 2012年5月-2016年5月
- 山岡耕春（名古屋大学大学院環境学研究科） 2016年5月-2020年5月
- 小原一成（東京大学地震研究所） 2020年5月-2022年5月
- 久家慶子（京都大学大学院理学研究科）2022年月-

## 行事
- 秋季大会

## 出版物
- 和文会誌『地震』 - ISSN 0037-1114。年4回発行。
- 情報誌『日本地震学会ニュースレター』 - ISSN 0916-2720。年6回発行。
- 広報紙『なゐふる』 - 年4回発行。
- 欧文誌 Earth, Planets and Space（EPS） - ISSN 1343-8832。地球電磁気・地球惑星圏学会、日本火山学会、日本測地学会、日本惑星科学会と共同で定期的に発行。
- 大会等の講演予稿集 - 随時発行。

## 学会賞
- 論文賞
- 若手学術奨励賞
- 日本地震学会賞
- 日本地震学会技術開発賞
- 学生優秀発表賞